# Jung Min-kug
Jung Min-kug (koreanisch 정민국, * 15. Juli 2004) ist ein südkoreanischer Leichtathlet, der sich auf den Hindernislauf spezialisiert hat.

## Sportliche Laufbahn
Erste internationale Erfahrungen sammelte Jung Min-kug im Jahr 2023, als er bei den U20-Asienmeisterschaften in Yecheon in 9:49,83 min den fünften Platz über 3000 m Hindernis belegte.
2022 wurde Jung südkoreanischer Meister im 3000-Meter-Hindernislauf.

## Persönliche Bestleistungen
- 1500 Meter: 3:58,04 min, 25. Juni 2022 in Jeongseon
- 3000 m Hindernis: 9:23,97 min, 10. Oktober 2022 in Ulsan